# توماس إم. ريد
توماس إم. ريد (بالإنجليزية: Thomas M. Reid)‏ (23 ديسمبر 1966، كولورادو في الولايات المتحدة)؛ روائي أمريكي.